# TeamTO

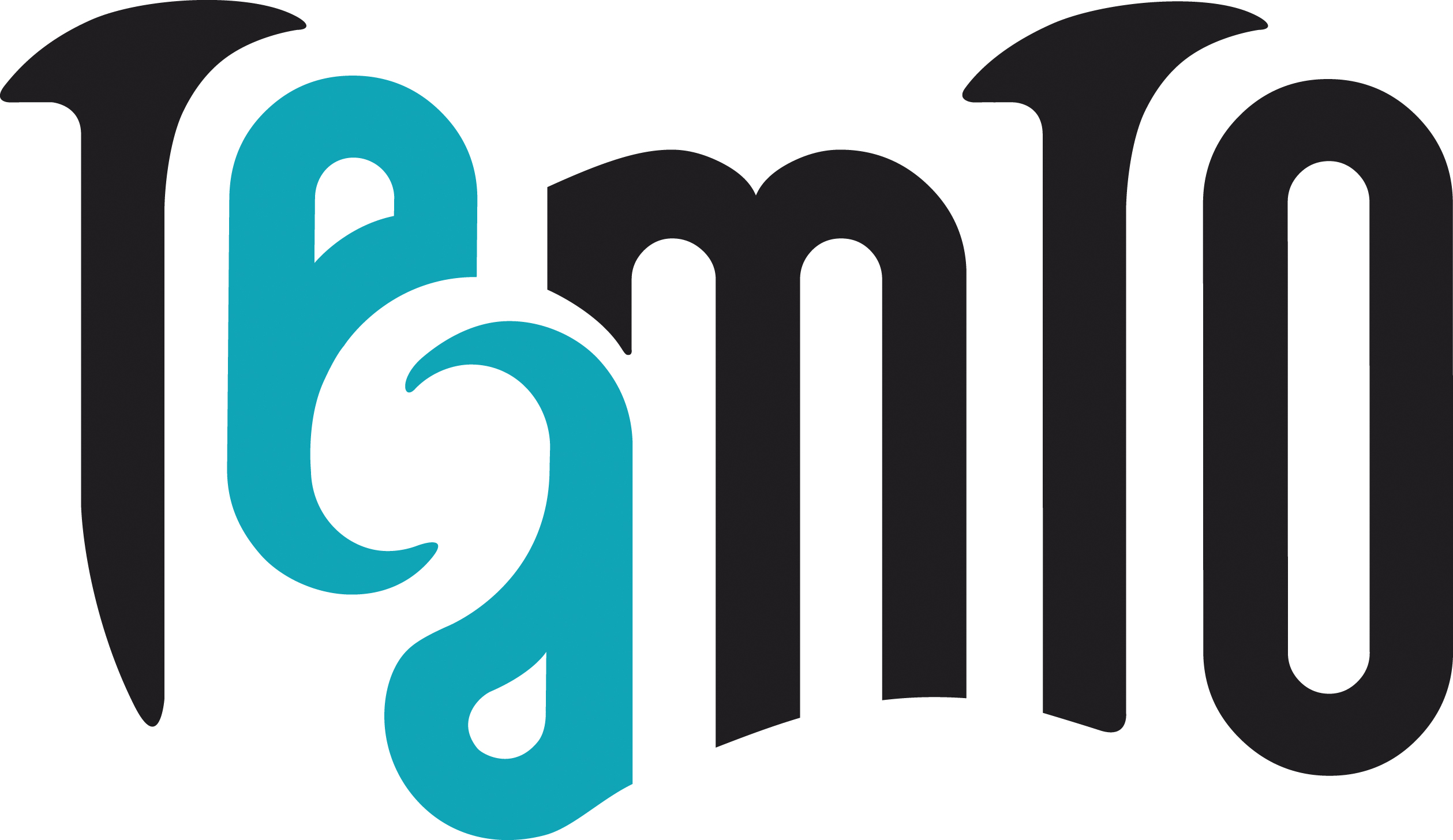

TeamTO是一家法国独立的动画制作公司。制作高水准国际化的的动画电影和动画剧集。为更好地把控制作环节质量，公司坚持在法国本土完成所有的动画制作。

## 发展历程
2005年，TeamTO在法国巴黎成立。
2008年，TeamTO在布尔格莱-瓦朗斯（罗纳-阿尔卑斯大区）成立分部。
2011年，TeamTO在美国洛杉矶设立分部，Lenora Hume作为经理。这一办事处的设立丰富了与美国艺术家和工作室的交流，同时也加强了公司自身作品的发展和建设。
2016年，TeamTO北京分公司正式成立。目的是发展TeamTO与中国公司的合作伙伴关系，开发优秀的面向国际的中法合拍项目。

## 可持续发展
TeamTO积极响应ECOPROD环保制作宪章的倡导，使用绿色能源，对电器和电子设备肥料集中管理与回收。同时，TeamTO也致力于动画制作的碳排放计算工作的发展。原创剧集《浮游生物入侵》（Plankton Invasion）是第一部在片头标注碳足迹的动画片。

## 作品目录

### 动画剧集
| 年份   | 中文名                       | 英文名                                |
| ------ | ---------------------------- | ------------------------------------- |
| 2017年 | 《机灵鬼安吉鲁》第四季       | Angelo Rules IV                       |
| 2016年 | 《小骑士大冒险》             | My Knight and Me                      |
| 2014年 | 《机灵鬼安吉鲁》第三季       | Angelo Rules III                      |
| 2013年 | 《巴巴尔，巴杜的冒险》第三季 | Babar and the Adventures of Badou III |
| 2012年 | 《机灵鬼安吉鲁》第二季       | Angelo Rules II                       |
| 2012年 | 《巴巴尔，巴杜的冒险》第二季 | Babar and the Adventures of Badou II  |
| 2011年 | 《浮游生物入侵》             | Plankton Invasion                     |
| 2010年 | 《小蜥蜴奥斯卡》             | Oscar‘s Oasis                         |
| 2010年 | 《机灵鬼安吉鲁》第一季       | Angelo RulesI                         |
| 2010年 | 《巴巴尔，巴杜的冒险》第一季 | Babar and the Adventures of Badou I   |
| 2008年 | 《野兔机场》                 | Tarmac Micmac                         |
| 2007年 | 《佐伊·戈扎可》第二季        | Zoé Kézako II                         |

### 执行制片
| 年份   | 中文名                          | 英文名                    | 制片公司                               |
| ------ | ------------------------------- | ------------------------- | -------------------------------------- |
| 2017年 | 《斯派罗大冒险：学院》第二&三季 | Skylanders Academy II&III | 美国动视暴雪 Activion Blizzard Studios |
| 2017年 | 《睡衣蒙面侠》第二季            | PJ Masks II               | eOne影视公司                           |
| 2016年 | 《艾莲娜公主》                  | Elena of Avalor           | 华特迪士尼动画工作室                   |
| 2015年 | 《斯派罗大冒险：学院》          | Skylanders Academy I      | 美国动视暴雪 Activion Blizzard Studios |
| 2015年 | 《疯狂的兔子》第三季            | Rabbids Invasion III      | 育碧影业（Ubisoft）                    |
| 2015年 | 《小公主苏菲亚》                | Sofia the First           | 华特迪士尼动画工作室                   |
| 2014年 | 《睡衣蒙面侠》第一季            | PJ Masks I                | eOne影视公司                           |
| 2014年 | 《疯狂的兔子》第二季            | Rabbids Invasion II       | 育碧影业（Ubisoft）                    |
| 2013年 | 《卡利梅洛》                    | Calimero                  | 高蒙动画（Gaumont Animation）          |
| 2012年 | 《疯狂的兔子》第一季            | Rabbids Invasion I        | 育碧影业（Ubisoft）                    |

### 动画电影
2015年，《笨鸟先飞》（Yellowbird）

### 发展中的项目
《玉盔甲》（Jade Armor）
《放轻松Mike》（Take it easy Mike）
《魔法庄园》（The House of Magic）
《英雄联盟》（Heroeek）
《哈酷的冒险》（Rakoo's Adventure）
《机器人世界》（The Artificials）

### TeamTO游戏
| 2017年 | 《安吉鲁——超级跑酷》             | Angelo Super run               | Google Play, iOS      |
| 2016年 | 《奥斯卡——飞翔的母鸡》           | Oscar's Oasis : Flying Chicken | Google Play, iOS      |
| 2016年 | 《安吉鲁——滑板先锋》             | Angelo Skate Away              | Google Play, iOS      |
| 2015年 | 《笨鸟先飞——勇往直前》           | Yellowbird:As the Bird Fly     | Google Play, iOS      |
| 2015年 | 《浮游生物入侵——征服地球的行动》 | Plqnkton Invasion              | 在线游戏，Google Play |
| 2015年 | 《安吉鲁——忙碌的一天》           | Angelo Rules: The Game         | Google Play           |

## 获奖情况

### 2016年
《小骑士大冒险》，法国Voix d’étoiles电影节大众最佳影片

### 2015年
《笨鸟先飞》，四川电视剧，最佳海外影院动画片“金熊猫”奖
《笨鸟先飞》，西班牙MUNDOS国际数字艺术节提名
《笨鸟先飞》，德国斯图加特国际动画电影节提名
《笨鸟先飞》，布鲁塞尔Anima动画电影节提名
《笨鸟先飞》，法国昂热新人电影节提名
TeamTO公司被Cartoon Movie评选为年度欧洲制作人公司

### 2014年
《机灵鬼安吉鲁》，雅典Athen Animfest国际动画界提名
《笨鸟先飞》，意大利Sottodiciotto电影节提名
《笨鸟先飞》，法国Voix d’étoiles电影节最佳音效奖
《笨鸟先飞》，BFI伦敦国际电影节提名
《浮游生物入侵》，首尔国际动漫节SICAF提名
《浮游生物入侵》，加拿大班夫山地电影节BANFF提名

### 2013年
《机灵鬼安吉鲁》，国际艾美电影节儿童奖提名

### 2012年
《巴巴尔，巴杜的冒险》，美国Kidscreen Awards奖提名
《巴巴尔，巴杜的冒险》，法国广播电视奖最佳青少年剧集奖
《浮游生物入侵》，意大利海湾国际卡通电影节（Cartoons on the Bay）最佳儿童剧集奖
《小蜥蜴奥斯卡》，巴西Animamundi国际动画节最佳青少年剧集奖
《机灵鬼安吉鲁》，巴西Animamundi国际动画节提名

### 2011年
《机灵鬼安吉鲁》，加拿大班夫山地电影节BANFF
《机灵鬼安吉鲁》，法国安纳西国际动画节提名
《小蜥蜴奥斯卡》，阿根廷Expotoons国际动画节最佳动画剧集二等奖
《小蜥蜴奥斯卡》，法国Voix d’étoiles电影节最佳剧集公共奖
《小蜥蜴奥斯卡》，美国SIGGRAPH亚洲年会提名
《小蜥蜴奥斯卡》，法国安纳西国际动画节提名
《巴巴尔，巴杜的冒险》，加拿大青少年媒体联盟杰出奖YMA

## 内部链接
- 官方网站
- 互联网电影数据库上TeamTO的资料（英文）